# Sibilla (chanteuse)
Sibyl Amarilli Mostert, connue sous le nom de scène Sibilla, née le 14 avril 1954 au Zimbabwe, est une chanteuse italienne des années 1980.

## Biographie
En 1976, elle chante la chanson Keoma — thème du film Keoma réalisé par Enzo G. Castellari — composée par Guido et Maurizio De Angelis. Sur la fiche technique, elle est créditée en tant que « Sybil ». En 1979, elle joue le rôle de la flûtiste dans Répétition d'orchestre de Federico Fellini. En 1983, elle participe au festival de Sanremo avec la chanson Oppio, écrite et produite par l'auteur-compositeur-interprète sicilien Franco Battiato (présent également comme choriste dans la chanson) et Giusto Pio, mais est éliminée après la première représentation. Dans Oppio, comme dans beaucoup de chansons de Battiato, Oppio inclus également dans le texte une série de citations cultivées, parmi lesquelles la plus évidente est, dans le refrain, la phrase « Uru belev sameach », qui signifie « Réveillez-vous avec un cœur joyeux » (עורו אחים בלב שמח), tirée du texte de la chanson folklorique hébraïque Hava Nagila.
En 1990, elle participe à la réalisation de l'album de Paolo Conte Parole d'amore scritte a macchina (it) (litt. Mots d'amour écrits à la machine). Après ce travail, Sibilla n'a plus rien produit de connu.

## Discographie
- 1976 : Keoma (Guido et Guido et Maurizio De Angelis), interprète la chanson Keoma sous le nom Sybil
- 1982 : Sud Africa (Battiato-Pio) / Alta tensione (Battiato-Pio) inédit
- 1983 : Oppio (Battiato-Pio) / Svegliami (Battiato-Pio)
- 1984 : Plaisir d'amour (Jean-Paul-Égide Martini) / Sex appeal to Europe (Battiato-Pio)
- 1990 : La canoa di mezzanotte (Paolo Conte)

## Filmographie
- 1979 : Répétition d'orchestre de Federico Fellini